# Santiago Millas
Santiago Millas é um município da Espanha na província de León, comunidade autónoma de Castela e Leão, de área 39,50 km² com população de 335 habitantes (2004) e densidade populacional de 8,48 hab/km².

## Demografia
| Variação demográfica do município entre 1991 e 2004 | Variação demográfica do município entre 1991 e 2004 | Variação demográfica do município entre 1991 e 2004 | Variação demográfica do município entre 1991 e 2004 |
| --------------------------------------------------- | --------------------------------------------------- | --------------------------------------------------- | --------------------------------------------------- |
| 1991                                                | 1996                                                | 2001                                                | 2004                                                |
| 401                                                 | 359                                                 | 322                                                 | 335                                                 |